# Холландер, Ксавьера
Ксавьера Холландер (англ. Xaviera Hollander; род. 15 июня 1943, Сурабая, Голландская Ост-Индия, сейчас — Индонезия) — американская писательница, колумнистка, актриса, автор мемуаров, журналистка, бывшая девушка по вызову, сутенёрша.

## Биография

### Детство
Ксавьера Де Фриз имеет голландско-еврейские корни со стороны отца и французско-немецкие со стороны матери. Первые два года своей жизни ей пришлось провести в японском лагере для интернированных, где её отец, психиатр, был главой в госпитале. Семья вернулась в Голландию после войны и маленькая Ксавьера проявила литературную хватку, участвуя в редактировании школьного журнала.
Немного позже ей удалось выиграть конкурс среди секретарей, заработав тем самым звание Лучшего секретаря Голландии.
В возрасте 20 лет она покинула Амстердам, переехав в Йоханнесбург (Южная Африка) к своей сводной сестре. Там она встретила и обручилась с американским экономистом Джоном Вебером. Однако позже помолвка была расторгнута, и Ксавьера переехала из Южной Африки в Нью-Йорк.

### В Нью-Йорке
В 1968 году она оставила свою работу в качестве секретаря нидерландского консульства в Нью-Йорке, чтобы стать девушкой по вызову, получая $1000 за ночь (в консульстве ей платили $100 в неделю). Год спустя она открыла собственный бордель, названный «The Vertical Whorehouse», и вскоре стала одной из ведущих мадам Нью-Йорка. В 1971 году она была арестована несколько раз за занятие проституцией.
В том же году Холландер написала об этом в мемуарах «Счастливая проститутка: моя история» (The Happy Hooker: My Own Story, 1971). Книга отличается откровенностью по меркам того времени. Холландер открывается в книге как либеральная и открытая девушка. Она заявляет, что во время начала её карьеры она не просила наличные в обмен на секс, а её партнеры добровольно давали ей деньги и другие подарки. Вскоре после того, как книга была издана и стала бестселлером, Ксавьера была вынуждена покинуть США.

### Колонка в «Penthouse»
В 1972 году Ксавьера согласилась вести ежемесячную колонку сексуальных советов «Позвони мне, мадам» для журнала «Penthouse».
Владея полудюжиной языков, Ксавьера появляется на телевизионных ток-шоу в Лондоне и Париже, а также в Бельгии и Голландии, читает лекции в университетах. Она пользуется постоянным спросом в качестве лектора и ТВ-личности, желанный гость у таких личностей, как Ларри Кинг, Салли Джесси Рафаэль, Селины Скотт, и популярном шоу BBC: Hard Talk.

### Не одна книга
Холландер с момента выхода в свет своей первой книги, написала ряд других книг и несколько пьес в Амстердаме. Её последняя книга «Больше не ребёнок» — это искренняя история о том, как она потеряла свою мать.
В начале 1970-х она выпустила первый альбом под названием «Xaviera!», на котором она обсуждала философию в отношении секса и проституции, пела кавер-версии песни The Beatles «Мишель», записала несколько моделируемых сексуальных контактов, в том числе пример секса по телефону, секса втроем и т. д. В 1975 году Ксавьера Холландер снялась в автобиографическом фильме «Мое удовольствие — это мой бизнес».

### Отношения
Холландер говорит, что она «стала лесбиянкой» в районе 1997 года, после установления долгосрочных отношений с поэтессой по имени Dia.
Затем она влюбилась в красивого голландца Филиппа де Хаана, на десять лет моложе её, именно такого, как она и мечтала: заботливого, внимательного, творческого, веселого и верного. В январе 2007 года они поженились. Они вместе путешествуют по миру, в то же время занимаясь бизнесом (театром, сдачей домов в аренду).

## Фильмы
На основе биографии Холландер был снят фильм Счастливая проститутка (1975), роль Ксавьеры в нём исполнила Линн Редгрейв. Картина имела два сиквела Счастливая проститутка едет в Вашингтон (1977) и Счастливая проститутка едет в Голливуд (1980). Сама Холландер снялась в двух фильмах: «Мое удовольствие — это мой бизнес» в 1975 году и «Ксавьера Холландер, счастливая проститутка: портрет сексуальной революции» в 2008 году, а также принимала участие в съёмках The Life and Times of Xaviera Hollander в 1974 году.

### Не художественная литература
- Robin Moore and Yvonne Dunleavy. The Happy Hooker: My Own Story. — Sphere Books[англ.], 1971. — ISBN 0900735139.
- Letters to the Happy Hooker. — New York: Warner Paperback Library[англ.], 1973. — ISBN 0446782777.
- Xaviera!: Her Continuing Adventures. — New York: Warner Paperback Library[англ.], 1973.
- Xaviera Goes Wild. — New York: Warner Paperback Library[англ.], 1974.
- Xaviera on the Best Part of a Man. — New York: New American Library[англ.], 1975.
- Marilyn Chambers. Xaviera Meets Marilyn Chambers. — New York: Warner Paperback Library[англ.], 1976.
- Xaviera's Supersex: Her Personal Techniques for Total Lovemaking (англ.). — New York: New American Library[англ.], 1976.

- Xaviera's Fantastic Sex. — New York: New American Library, 1978. — ISBN 0451151046.

- Xaviera's Magic Mushrooms. — Sevenoaks, Kent: New English Library[англ.], 1981. — ISBN 0450050645.
- The Inner Circle. — London: Granada, 1983.
- Fiesta of the Flesh. — London: Panther, 1984. — ISBN 0586061959.
- The Best of Xaviera. — Sydney: Horwitz Grahame, 1985. — ISBN 0725518413.
- Knights in the Garden of Spain. — London: Grafton, 1988. — ISBN 0586074325.
- Child No More: A Memoir. — New York: ReganBooks, 2002. — ISBN 0060014172.
- The Happy Hooker's Guide to Mind-Blowing Sex: 69 Orgasmic Ways to Pleasure a Woman (англ.). — New York: Skyhorse Pub[англ.], 2008. — ISBN 1602392404.

### Художественная литература
- Lucinda, My Lovely. — Henley-on-Thames, 1983. — ISBN 9780856281181.
- Lucinda: Hot Nights on Xanthos. — Henley on Thames, 1984. — ISBN 0856281298.. — «(Originally published 1983)».
- Erotic Enterprises Inc. — Henley-on-Thames: Ellis, 1985. — ISBN 0856281425.
- John Drummond. Happily Hooked. — Panther, 1985. — ISBN 0586063994.
- The Erotic Adventures of Sandra. — 1986.
- The Kiss of the Serpent. — Grafton, 1987. — ISBN 0586070400.
- Yours Fatally!: Book One of the Golden Phallus of Osiris Trilogy (англ.). — London, 1987. — ISBN 0586070397.
- John Drummond. Let's Get Moving. — Grafton, 1988. — ISBN 0586074317.
- Prisoner of the Firebird. — Grafton, 1988. — ISBN 0586070419.
- Lucinda and Other Lovelies. — Ellis, 1990. — ISBN 0856281980.. — «Collects Lucinda, My Lovely; Lucinda: Hot Nights on Xanthos; and Erotic Enterprises Inc.».